# Katrina and the Waves (album)
Katrina and the Waves è un album del gruppo musicale britannico omonimo, pubblicato nel marzo 1985.

## Descrizione
L'album, pubblicato dalla Capitol su LP, musicassetta e CD, è prodotto dallo stesso gruppo con Pat Collier. Dei 10 brani, sono 8 quelli composti da Kimberley Rew, mentre Do You Want Crying e Mexico sono firmati da Vince de la Cruz, anch'esso membro della band.
Fatta eccezione per Red Wine and Whisky, il disco contiene nuove versioni di canzoni già inserite nei primi due album del gruppo: i brani 3, 4, 6, 7 erano stati pubblicati originariamente nel primo lavoro, gli altri nel secondo.
Dal disco vengono tratti 4 singoli, il primo dei quali è il successo internazionale Walking on Sunshine.

## Tracce

### Lato A
1. Red Wine and Whisky
2. Do You Want Crying
3. Que te quiero
4. Machine Gun Smith
5. Cry for Me

### Lato B
1. Walking on Sunshine
2. Going Down to Liverpool
3. Mexico
4. The Sun Won't Shine Without You
5. The Game of Love